# Гай Марцій Цензорін (монетарій)
Гай Марцій Цензорін (*Gaius Marcius Censorinus, д/н — 2 листопада 82 до н. е.) — політичний та військовий діяч Римської республіки.

## Життєпис
Походив з плебейської гілки роду Марціїв. Про батьків його мало відомостей. Свою кар'єру розпочав під час Союзницької війни (91-88 років до н. е.). Був прихильником партії популярів. Цицерон відмічав його талант красномовця, проте дорікав за лінощі та небажання виступати у суді.
У 88 році до н. е. стає монетарієм (разом з Гнеєм Корнелієм Лентулом Клодіаном). На одному денарії зобразив давніх царів Анка Марція та Нуму Помпілія, а на іншому — Аполлона. Цього ж бога на денарії 82 року до н.е. карбував і його брат Луцій Марцій Цензорін. 
З початком громадянської війни між Гаєм Марієм та Луцієм Корнелієм Суллою підтримав першого. У 87 році до н. е. захопив консула-сулланця Гнея Октавія й стратив того. За свої дії на користь Марія отримав місто у сенаті. У 82 році до н. е. стає легатом у пропреторському ранзі при консулі Гнеї Папірії Карбоні. Він очолив війська у піцені, де протистояв Гнея Помпею. Того ж року Цензоріна було розбито при Сени Галльської. після цього Марцій звернувся за допомогою до племені самнитів. Разом з ними рушив на Рим, втім у вирішальній битві при Коллінській брамі самніти на чолі із Понтієм Телесінієм зазнали поразки від Луція Сулли. Наступного дня, 2 листопада, 82 року до н. е. Цензоріна було схоплено й страчено.